# ФК Ђурђин
ФК Ђурђин је фудбалски клуб из Ђурђина. Основан је 1964. године, тренутно се такмичи у Војвођанској лиги - север.

## Историја
Између два рата постојао је Спортски Клуб Ђурђин, познато је да су 24. септембра 1933. године гостовали у Таванкуту и против домаће Слоге, одиграли пријатељски меч, који је завршен у корист гостију из Ђурђина 2:6.
Након освајања друог места у сезони 2022/23. ПФЛ Суботица, ФК "Ђурђин" је играо двомеч квалификација за пласман у Војвођанску лигу север против ФК "Русин" из Руског Крстура. У првом мечу у Ђурђину  домаћи играчи победили су 2:1 (1:1), док је у другој, реванш утакмици, у Руском Крстуру  екипа ФК "Ђурђин" такође савладала свог ривала са 1:2 (0:0).

## Успеси
- Градска фудбалска лига Суботица
Освајач: 2009/10, 2017/18.